# 瑪倫·艾德
瑪倫·艾德（德語：Maren Ade，1976年12月12日—)，是德國電影工作者，她目前於巴登-符登堡電影學院教授編劇。2009年，她執導的電影作品《完美第二對》於第59屆柏林影展獲得評審團大獎銀熊獎。

## 生平
2001年，瑪倫·艾德與其他人共同創辦電影製片公司Komplizen Film；也是在這個公司底下她完成最後一部學生時代作品、同時也是第一部長片《春風不化雨》，該片於日舞影展獲得評審團特別獎。除了製作自己的作品外，她也參與許多其他電影的製作，包括葡萄牙導演米蓋爾·戈麥斯執導的《禁戀》與《一千零一夜》等。
艾德執導的第二部長片《完美第二對》於第59屆柏林影展獲得評審團大獎銀熊獎與最佳女演員銀熊獎；2016年，她執導的第三部長片《顛父人生》獲選為第69屆坎城影展正式競賽片。《颠父人生》赢得第29届欧洲电影奖最佳影片、最佳导演、最佳编剧、最佳男主角、最佳女主角共计5个大奖，她也成为首位获得欧洲电影奖最佳影片的女导演。影片还获得第74届金球奖最佳外语片提名、第70届英国电影学院奖最佳外语片提名和第89届奥斯卡金像奖最佳外语片提名。

### 私人生活
艾德的伴侶為德國導演烏利胥·柯雷，目前兩人與他們的兩個小孩定居在柏林。

## 電影作品

### 劇情長片
- 2003年:《春風不化雨》(Der Wald vor lauter Bäumen)
- 2009年:《完美第二對》(Alle anderen)
- 2016年:《顛父人生》(Toni Erdmann)

## 外部連結
- 瑪倫·艾德在互联网电影资料库（IMDb）上的資料（英文）